# Allocnemis elongata
Allocnemis elongata – gatunek ważki z rodziny pióronogowatych (Platycnemididae). Występuje w Afryce Zachodniej – od Sierra Leone i Gwinei do Nigerii.